# Житомир (монітор)
«Жито́мир» — радянський річковий монітор, один з чотирьох типу «Житомир» Пінської військової флотилії, колишній польський «Пінськ» (пол. ORP Pińsk).

## Історія служби
Як і три інших монітора даного типу, «Житомир» збудували в Гданську на верфі Danziger Werft. На той час польсько-німецькі взаємини були напруженими, тому на підприємстві зі сторони робітників-німців нерідко траплялись випадки саботажу та браку. 20 жовтня 1920 року монітор під назвою «Пінськ» увійшов до складу річкової флотилії ВМС Польщі. Біля 1935 року по бортам розташували поплавки-булі, що зменшили осадку до 0,6 м. Два роки пізніше було здійснено заміну двигунів та внесено низку незначних конструктивних змін. 18 вересня 1939 року, коли до району базування наблизилася Червона Армія, екіпаж судна затопив монітор на річці Прип'ять. У жовтні 1939 року спеціальна група ЕПРОН підняла корабель та транспортувала його на буксирі на ремонт до Києва. Відремонтований корабель під новою назвою «Житомир» увійшов до складу Дніпровської, а 17 липня 1940 року до Пінської військової флотилії.

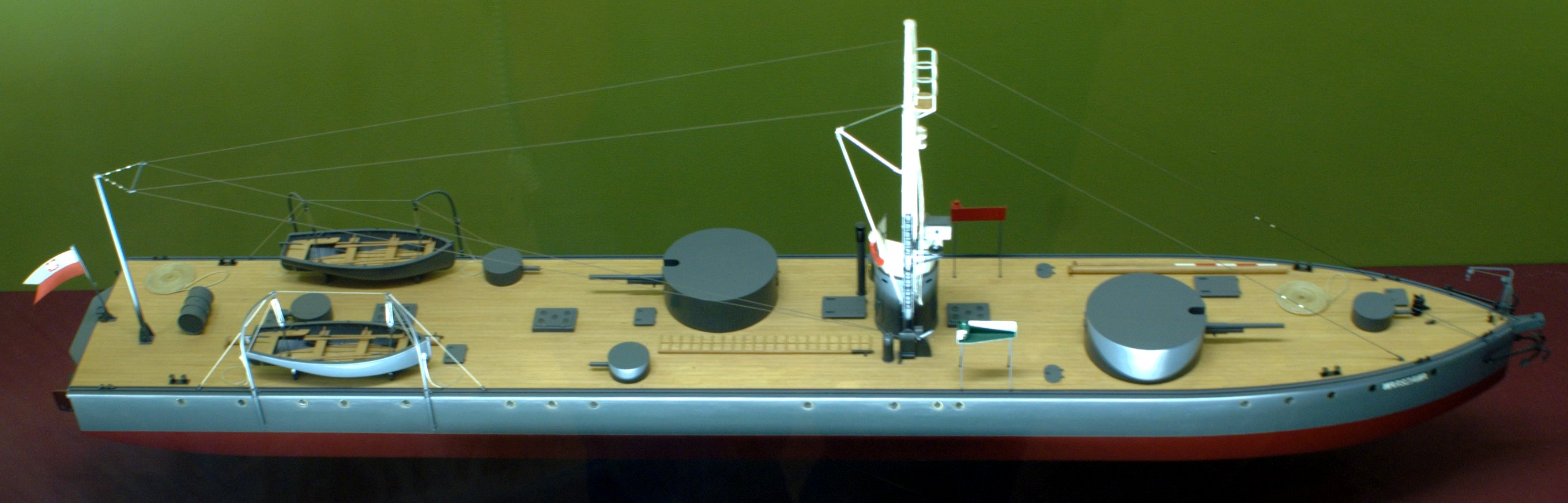
Модель однотипного монітора «Вітебськ» (колишній «Варшава»)

Початок німецько-радянської війни «Житомир» зустрів у складі дивізіону моніторів Пінської військової флотилії (ПВФ). Корабель отримав наказ з декількома іншими суднами \вийти до Бреста по Дніпровсько-Бузькому каналу. Але вже 23 червня він знову повернувся до Пінська через падіння у каналі рівня води. У липні монітор входив до складу Березинського загону річкових кораблів, діяв відповідно на Березині.
В ніч на 31 серпня 1941 року «Житомир» брав участь разом з іншими кораблями ПВФ, що входили до складу Березинського та Прип'ятьського загонів річкових кораблів, у прориві до Києва із району Чорнобиль — Домантове, минаючи село Окунінове, де на той момент розташовувався плацдарм 6-ї німецької армії. Біля сіл Окунінове та Сваром'я монітор отримав 2 прямих влучення та сів на мілину. У такому становищі корабель вів бій з німецькими частинами, а коли закінчилися снаряди, екіпаж судна підірвав корабель.
Втім, існують документи, які свідчать, що команда просто покинула ще загалом боєздатний корабель. Командир, старший лейтенант Биков А. П., доручив охорону монітора сухопутним частинам, а сам з екіпажем попрямував до Києва. Лише 7 вересня, коли ворог зайняв деснянські села Чернін та Новосілки, командир 171-ї стрілецької дивізії Будихо О. Е. віддав розпорядження підірвати «Житомир». 6 жовтня судно вивели із списків кораблів ВМФ.